# Sergio Capogna
Sergio Capogna, né le 13 octobre 1926 à Rome (Latium) et mort le 9 juillet 1977 dans la même ville, est un réalisateur, scénariste, monteur et acteur italien.

## Biographie
Il est diplômé du Centro sperimentale di cinematografia de Rome en 1954. L'année suivante, il reçoit les éloges de la critique pour un court métrage intitulé Comici, présenté à la Mostra de Venise.
Son premier film de genre dramatique est Un héros de notre temps en 1959, d'après le roman du même nom de Vasco Pratolini, qui reçoit de bonnes critiques dans les principaux journaux italiens. Le film est présenté à la Mostra de Venise 1959, avec Marina Berti et Massimo Tonna. Ses deux films suivants sont Les Conséquences (1964) avec Marisa Solinas, que le critique et professeur d'université Vito Santoro a qualifié de « chef-d'œuvre », Un amour à trois (1969) avec Mita Medici, Raymond Lovelock, Alain Noury et Diario di un italiano (it) (1972) avec Alida Valli, Donatello et la nouvelle venue Mara Venier.
Il meurt prématurément d'un cancer le 9 juillet 1977 à l'âge de 50 ans.

## Filmographie

### Acteur
- 1946 : Montecassino (it) d'Arturo Gemmiti (it)
- 1947 : Symphonie fatale (Sinfonia fatale) de Victor Stoloff : Rocco
- 1953 : Celle qui passait (La passeggiata) de Renato Rascel

### Réalisateur et scénariste
- 1960 : Un héros de notre temps (Un eroe del nostro tempo)
- 1964 : Les Conséquences (Le conseguenze)
- 1969 : Un amour à trois (Plagio)
- 1972 : Diario di un italiano (it)